# Années 500 av. J.-C.
Les années 500 av. J.-C. couvrent les années de 509 av. J.-C. à 500 av. J.-C.

## Événements
- 510−477 av. J.-C. : règne d’Itoku, quatrième empereur légendaire du Japon[1].
- 510 av. J.-C. : Athènes sollicite l’alliance perse, mais les envoyés qui avaient accepté de donner « la terre et l’eau » au satrape Artapherne sont désavoués à leur retour[2].

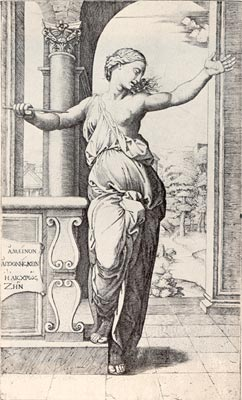
Suicide de Lucrèce, 1534.

- 509/508 av. J.-C. : à Rome, la royauté est renversée et la république établie (Libera respublica)[3],[4].
  - Descente des montagnards sabelliques vers les régions littorales[5] : les Samnites déferlent vers l’Apulie, les Lucaniens vers le golfe de Tarente, les Iapyges vers le Bruttium et les Sabins vers le Latium. La révolte romaine de 509 av. J.-C. doit s’interpréter dans la perspective de cette invasion sabine, jointe à une révolte des Latins contre les Étrusques où Rome semble n’avoir joué qu’un rôle secondaire.
  - Proclamation de la république par Junius Brutus, Publicola et Collatin : Tarquin le Superbe assiège Ardée, la capitale des Rutules, à 30 km de Rome. À Rome, Lucrèce, la femme de Lucius Tarquinius Collatinus, déshonorée par Sextus, fils de Tarquin le Superbe se suicide. Brutus porte à Rome le corps de Lucrèce et appelle à la vengeance le Sénat et le peuple. Un sénatus-consulte frappe Tarquin de déchéance et prononce contre lui et les siens une sentence d’exil. Brutus soulève l’armée et Tarquin doit s’enfuir en Étrurie[5]. Le patriarcat (gens), débarrassé du souverain étrusque, s’empare progressivement du pouvoir[4]. Jusqu’en 450 av. J.-C., le populus se différencie progressivement entre une minorité de gentes privilégiés et le reste de la population qu’elle opprime. Pour permettre aux plébéiens aisés de participer aux affaires aux côtés du patriarcat, une assemblée, fondée sur le principe de la fortune, les comices centuriates, est créée. Elle reçoit des attributions électorales (élection des consuls au Champ de Mars), législatives (elle vote les lois, ratifiées par le Sénat, et décide souverainement de la paix et de la guerre) et judiciaire (loi Valeria sur la provocation : les comices reçoivent l’appel des condamnés à mort et prononcent en dernier ressort).
  - Selon Polybe, Rome reconnaît par traité la domination maritime de Carthage[5].
  - 13 septembre 509 av. J.-C. : inauguration du temple de Jupiter Capitolin à Rome[5]. Il est décoré d'un quadrige en terre cuite fabriqués par des artistes de Véies commandé par Tarquin le Superbe[6].

Réformes de Clisthène à Athènes : isonomie, restauration des lois de Solon (démocratie). Institution de dix tribus au lieu de quatre. La Boulê devient un conseil démocratique de cinq cents membres, composé de 50 conseillers par tribu, tirés au sort parmi les candidats des dèmes (mandats d’un an et deux mandats maximum par citoyen). L’autorité suprême est dans les mains de l’Ecclésia. L’ostracisme (bannissement de 10 ans) permet de lutter contre la tyrannie. Le Conseil de l’Aréopage garde son caractère aristocratique, puisqu’il est constitué des anciens archontes désignés par élection jusqu’en 487 av. J.-C. et que ses membres sont nommés à vie.
La création de nouvelles tribus permet l’intégration de nouveaux citoyens, métèques ou affranchis. La réforme réussit à plus long terme à unifier l’Attique (2500 km²). En effet, chaque tribu est composée de trois trittyes issues des trois parties de l’Attique : la ville (astu), la côte (paralie) et l’intérieur (mésogée).
Une centaine de dèmes, qui désignaient déjà les communautés villageoises, sont institutionnalisés. Ils constituent la cellule de base de la cité, avec une assemblée et des magistrats (le démotique permet de désigner le citoyen, à la place du patronyme).
- 508-507 av. J.-C. :
  - Clisthène, fils de Mégaclès de la famille des Alcméonides, et petit-fils de Clisthène, tyran de Sicyone, est élu archonte. Peu après le roi de Sparte, Cléomène Ier, s’empare d’Athènes avec l'aide d’Isagoras et du parti oligarchique et vraisemblablement avec l’appui des anciens partisans des Pisistratides. Isagoras fait exiler Clisthène et 700 familles qui lui étaient liées et tente d’imposer l’oligarchie restreinte des 300. Un peu plus tard (fin de l'année 508 ou début 507 av. J.-C.) un soulèvement populaire chasse les Spartiates, met à mort Isagoras et ses partisans, et ramène Clisthène au pouvoir. Il entreprend alors les réformes qui entraînent la création de la démocratie à Athènes[9].
  - à Rome, les deux fils de Brutus, adolescents, entrent dans le complot ourdi par les Tarquins pour renverser le gouvernement républicain. Leur père les fait arrêter, condamner à mort et assiste à leur supplice[4].

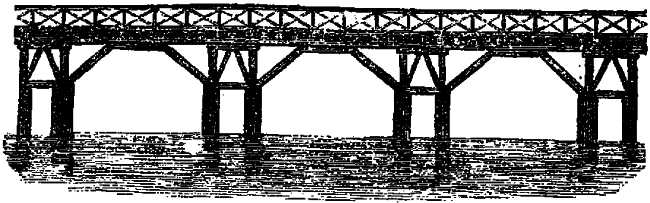
Le pont Sublicius, par Luigi Canina.

- 507-506 av. J.-C. : Publius Valerius Publicola et Titus Lucretius Tricipitinus, consuls à Rome. Tarquin le Superbe, chassé de Rome, fait appel à Lars Porsenna, roi étrusque de Camars (Clusium, aujourd’hui Chiusi) qui marche sur Rome. Selon Tite-Live, il aurait été arrêté sur le pont Sublicius par le soldat Horatius Coclès pendant que les Romains détruisaient le pont derrière lui. Tacite indique que Porsenna assiège Rome et la prend. Mucius Scaevola tente de tuer Porsenna[4]. Lors de sa prise par Porsenna, le Germal, sur le Palatin, est ravagé par un violent incendie attesté par l’archéologie. Rome capitule et livre des otages (dont Clélie), en échange de la paix. L’enceinte de Servius Tullius est démantelée et l’usage du fer est rigoureusement interdit, sauf pour les travaux agricoles. Porsenna, rappelé par un événement extérieur, doit quitter la ville[10].
- 506 av. J.-C. :
  - Sparte tente de nouer une coalition contre Athènes avec les Béotiens et les Chalcidiens. Ces coalisés sont battus par Athènes qui installe plusieurs milliers de colons en Eubée, sans doute près de 4 000[11]. « Divorce d’Éleusis » entre les rois de Sparte Cléomène Ier et Démarate à l’occasion de l’expédition contre Athènes[12].
  - en Chine, le royaume de Wu, qui occupe le sud de la province actuelle du Jiangsu, parvient à s’emparer de la capitale du pays de Chu[13].
- 506/505 av. J.-C. : Spurius Larcius Flavius et Titus Herminius Aquilinus, consuls à Rome[4].
- 505 av. J.-C. : premier congrès de la ligue du Péloponnèse. Le roi de Sparte, Cléomène Ier, se réconcilie avec l’ancien tyran d’Athènes, Hippias, qu’il avait pourtant contribué à renverser (510 av. J.-C.). Cette politique se heurte à l’hostilité des alliés de Sparte, Corinthe notamment, qui refusent de cautionner ce retournement d’alliance, ainsi qu’à Démarate, le deuxième roi de Sparte et collègue de Cléomène[14].
- 505-498 av. J.-C. : règne de Cléandros, tyran de Géla[15].
- 505/504 av. J.-C. : Publius Valerius Publicola et Titus Lucretius Tricipitinus, consuls à Rome ; la dernière requête de Porsenna à Rome pour le rétablissement de Tarquin le Superbe est refusée et il accepte un traité restituant aux Romains le territoire de Véies donné au roi déchu trois ans plus tôt. Tarquin se réfugie auprès de son beau-fils Mamilius à Tusculum[4].
- 504 av. J.-C. : Porsenna est vaincu par la ligue latine, aidée par Aristodème de Cumes, à la bataille d’Aricie, près de Rome (selon la chronique de Cumes[5]). Il conclut une paix et se retire. La route de Capoue n’est plus tenue aussi fermement par les Étrusques.
- 504/503 av. J.-C. : Publius Postumius Tubertus et Marcus Valerius Volusus, consuls à Rome ; succès de la guerre contre les Sabins ; installation à Rome du chef sabin Attius Clausus avec ses cinq mille clients. Des terres leur sont accordées, et Attius (Appius Claudius Sabinus Regillensis) est inscrit parmi les patriciens[4]. L’installation d’Attius Clausus pourrait être une conquête de Rome par les Sabins, plus tard déguisée par les historiens romains. Dans tous les cas, Rome connaît un arrêt sensible dans son développement de cité. L’économie urbaine se contracte (déclin du commerce et de l’artisanat) face à une société rurale composée principalement d’éleveurs. Rome perd sa position privilégiée dans le Latium au profit de Tusculum et peut-être voit son territoire réduit.
- 503 av. J.-C. : Publius Postumius Tubertus et Menenius Agrippa, consuls à Rome. La révolte des colonies latines de Pométia et de Cora, encouragée par les Aurunces, est écrasée par les Romains[4]. Agrippa triomphe des Sabins.
- 502/501 av. J.-C.: à Rome, consulat de Opiter Verginius Tricostus et Spurius Cassius Vecellinus (ou Viscellinus). Pométia, ville latine, est prise d’assaut et ses habitants sont réduits en esclavage[4]. La paix est négociée avec une ambassade des Sabins. La ville de Cameria est détruite par les Romains et sa population vendue[16].
- 19 novembre 502 av. J.-C. : éclipse lunaire observée à Babylone[17],[18].
- 501 av. J.-C. : Confucius devient gouverneur de Zongdhu[19].
- 501/500 av. J.-C. :
  - à Rome, consulat de Postumius Cominius Auruncus et Titus Larcius Flavus ; désignation pour la première fois d’un dictateur. Titus Larcius, consul en 501, est le premier magistrat investi de la dictature pour lutter contre la Ligue latine réunie par Mamilius au nom de Tarquin[4].
  - Naxos est attaquée par les Perses. Aristagoras, gendre du tyran de Milet Histiée, responsable de la déroute par sa querelle avec le chef perse Mégabate, déclenchera la révolte de Milet pour échapper aux conséquences de son échec (499 av. J.-C.)[11].
  - à Athènes, instauration du serment du Conseil des Cinq-Cents et élection de dix stratèges (un par tribu)[20]. Ils sont rééligibles.
- Vers 500 av. J.-C. : Carthage secourt Gadès menacée par les autochtones[21].
- 500/499 av. J.-C. : à Rome, consulat de Servius Sulpicius Camarinus (Camerinus) Cornutus, Manius Tullius Longus[4]. Le territoire de la ville s’étend alors sur 565 km².